# El filibusterismo
El filibusterismo (Kẻ phản bội) là tiểu thuyết thứ hai được viết bởi người anh hùng dân tộc Philippines José Rizal. Đây là phần tiếp theo của tiểu thuyết Noli Me Tángere  (Đừng động vào tôi). Giống như cuốn sách đầu tiên, nó được viết bằng tiếng Tây Ban Nha. El filibusterismo được xuất bản lần đầu tiên vào năm 1891 tại Gent.
Chủ đề đen tối của cuốn tiểu thuyết khởi đầu một cách đáng kể từ bầu không khí đầy hy vọng và lãng mạn của cuốn tiểu thuyết trước đây, cho thấy nhân vật Ibarra đã giải quyết các vấn đề của đất nước thông qua phương pháp bạo lực, sau khi nỗ lực cải cách hệ thống của nước này trước đây đã không có hiệu quả và dường như không thể với thái độ của Chính quyền Thực dân Tây Ban Nha đối với Philippines. El filibusterismo cùng với Noli Me Tángere đã bị cấm ở một số vùng của Philippines dưới hình thức miêu tả về sự lạm dụng và tham nhũng của Chính quyền Thực dân Tây Ban Nha. Những cuốn tiểu thuyết này cùng với sự tham gia của José Rizal vào các tổ chức chính trị nhằm mục đích giải quyết và cải cách đất nước Philippines là một trong những nguyên nhân khiến cho ông bị Thực dân Tây Ban Nha đày đến Dapitan. Cả El filibusterismo và Noli Me Tángere cùng với Bài thơ cuối cùng của Rizal, giờ đây được coi là những tác phẩm văn học bất hủ của Rizal.
Cả hai cuốn tiểu thuyết của Rizal đều có tác động sâu sắc đến xã hội Philippines về bản sắc dân tộc, đức tin Công giáo và ảnh hưởng của nó đối với sự lựa chọn của người Philippines, và các vấn đề về tham nhũng, lạm dụng và phân biệt đối xử của Chính quyền Thực dân Tây Ban Nha, và rộng hơn, ảnh hưởng của việc xâm chiếm thuộc địa của các nước đế quốc và là nguyên nhân bùng nổ cách mạng. Hai cuốn tiểu thuyết này gián tiếp đã trở thành nguồn cảm hứng để nổ ra cuộc Cách mạng Philippines.
Trên toàn Philippines, việc đọc cả El filibusterismo và Noli Me Tángere hiện nay là bắt buộc đối với học sinh Trung học trên khắp cả nước, mặc dù bây giờ cả hai cuốn tiẻu thuyết này được đọc phổ biến bằng tiếng Anh, tiếng Filipino, và các ngôn ngữ khác thuộc quần đảo Philippines.

## Sơ lược nội dung
Mười ba năm sau khi rời Philippines, Crisostomo Ibarra trở lại với tên mới là Simoun, một thợ kim hoàn giàu có, và là một người bạn của tổng tư lệnh. Từ bỏ chủ nghĩa duy tâm của mình, ông trở thành một kẻ phá hoại hoài nghi, tìm cách trả thù hệ thống thuộc địa Philippines của Thực dân Tây Ban Nha, chịu trách nhiệm về những điều không may của mình bằng cách tiến hành cách mạng. Simoun ám ảnh chính mình vào xã hội cao cấp Manila và ảnh hưởng đến mọi quyết định của Đại úy Tổng thống để quản lý công việc của đất nước để cuộc cách mạng nổ ra. Ông liên hệ với tầng lớp thượng lưu, khuyến khích họ dựa vào quần chúng để khuyến khích người dân nổi dậy chống lại chế độ Thực dân Tây Ban Nha. Lần này, ông không cố gắng để chống lại Chính quyền thực dân thông qua các phương tiện pháp luật, nhưng thông qua cách mạng bạo lực dựa vào quần chúng nhân dân. Simoun có lý do khởi xướng một cuộc cách mạng. Đầu tiên là giải cứu María Clara khỏi cô nhi viện.
Khi Simoun đang đào ngôi mộ của mình để tìm kiếm số của cải mình đã chôn ở đó, Basilio (lúc này đã trưởng thành) tình cờ phát hiện ra ông trong khi thăm mộ của mẹ mình. Simoun yêu cầu anh tham gia cuộc cách mạng theo kế hoạch của mình để chống lại Chính phủ Thực dân, thúc giục anh bằng cách đưa ra những bất hạnh bi thảm của gia đình anh. Basilio từ chối đề nghị của Simoun vì anh vẫn hy vọng đất nước sẽ được cải thiện qua Chính phủ. Basilio, vào thời điểm này, là một sinh viên tốt nghiệp về y khoa tại Ateneo Municipal de Manila. Sau cái chết của mẹ mình, Sisa, và sự biến mất của em trai, Crispín, Basilio nhớ lại lời khuyên của Elías, và đi đến Manila để nghiên cứu. Basilio đã được Đại úy Tiago nhận làm con nuôi sau khi María Clara vào cô nhi viện. Với sự trợ giúp của Đại úy Tiago, Basilio đã có thể đến học ở Colegio de San Juan de Letrán. Ở đó anh bị những người bạn và giáo viên của mình chế giễu bởi vì màu da của anh cũng như vì ngoại hình tồi tàn của anh. Cha giải tội của Đại úy Tiago, Cha Irene, làm cho sức khoẻ của Đại úy Tiago ngày càng tồi tệ bằng cách cho ông hút thuốc phiện, ngay cả khi Basilio cố gắng ngăn cản Đại úy Tiago hút thuốc.
Basilio và các sinh viên khác muốn thành lập một học viện tiếng Tây Ban Nha để họ có thể học cách nói và viết tiếng Tây Ban Nha bất chấp sự phản đối của các thầy dòng Dominic thuộc Đại học Santo Tomás. Với sự giúp đỡ miễn cưỡng của Cha Irene, học viện được thành lập; tuy nhiên họ sẽ chỉ phục vụ như là người chăm sóc của nhà trường chứ không phải là giáo viên.Bị thất bại, họ tổ chức một buổi lễ giả mạo tại một "pancitería" (có nghĩa là một cửa hàng mì ở đại phương) trong khi một điệp viên của các tu sĩ đang quan sát và sau này sẽ là bằng chứng để tố tụng. Simoun, về phần mình, tiếp xúc gần gũi với nhóm cướp của Kabesang Tales, một cựu "Cabeza de Barangay" - Chủ tịch Barangay (đơn vị hành chính nhỏ nhất của Philippines, tương đương với cấp xã hay phường). Tales cũng đã phải chịu nhiều bất công từ bọn tu sĩ. Một khi nông dân sở hữu một đồn điền trồng mía thịnh vượng, ông ta buộc phải nộp mọi thứ cho bọn giáo sĩ Tây Ban Nha tham lam và vô đạo đức. Con trai của ông, Tano, một nhân viên bảo vệ dân sự đã bị bắt bởi bọn cướp; con gái của ông Hulî phải làm việc như một người giúp việc để có đủ tiền chuộc để mua lại tự do của mình; và cha của ông, Tandang Selo, bị đột quỵ và bị câm. Trước khi gia nhập bọn cướp, Tales lấy khẩu súng lục của Simoun trong khi Simoun đang ở nhà ông ta trong đêm. Khi thanh toán, Tales rời khỏi cái mề đay từng thuộc về María Clara. Để tăng cường ưu thế hơn nữa cho cách mạng, Simoun đã cho ông Quiroga, một người đàn ông Trung Quốc hy vọng có một chức lãnh sự ở Philippines, buôn lậu vũ khí vào đất nước bằng cách sử dụng chợ bán đảo Quiroga làm căn cứ.
Simoun muốn tấn công kẻ thù của mình một cách trực diện. Tuy nhiên, Simoun đột ngột hủy bỏ cuộc tấn công khi ông nghe được tin từ Basilio rằng María Clara đã chết ngay hôm đó trong nhà thờ. Một vài ngày sau lễ kỷ niệm giả mạo của các sinh viên, người dân bị náo loạn bởi những áp phích được dán xung quanh thành phố. Các nhà chức trách cáo buộc các sinh viên có mặt tại "pancitería" đã kích động và gây rối loạn trật tự xã hội và đã bắt họ. Basilio, mặc dù không có mặt tại lễ kỉ niệm, cũng bị bắt. Đại úy Tiago chết sau khi biết được vụ việc và như Irene đã nói, tất cả tài sản của hắn sẽ được trao cho Giáo hội, không để lại gì cho Basilio. Basilio đã bị bỏ tù khi các sinh viên khác được thả ra. Một quan chức cao cấp cố gắng can thiệp vào việc thả Basilio, nhưng đây lại là con của Đại úy Tiago, một người có ác cảm với quan chức cấp cao, buộc ông phải đấu thầu ông từ chức. Julî, bạn gái của Basilio và là con gái của Kabesang Tales, cố gắng nhờ sự giúp đỡ của Cha Camorra theo lời khuyên của một phụ nữ lớn tuổi. Thay vì giúp đỡ Julî, linh mục này lại cưỡng hiếp cô. Julî tự tử ngay sau đó. Basilio được phát hành với sự giúp đỡ của Simoun. Basilio, bây giờ là một người đàn ông đã thay đổi, và sau khi nghe tin Julî đã tự tử, cuối cùng đã tham gia cuộc cách mạng của Simoun.
Simoun sau đó nói với Basilio kế hoạch của mình trong đám cưới của Paulita Gómez và Juanito. Kế hoạch của ông là giấu một quả pháo bên trong một ngọn đèn dầu hòn lựu mà Simoun sẽ tặng cho vợ chồng làm quà tặng trong lễ cưới. Lễ tân sẽ diễn ra tại nhà cũ của Đại úy Tiago, giờ đây đã chứa chất nổ. Theo Simoun, đèn sẽ vẫn sáng chỉ 20 phút trước khi nó nhấp nháy; nếu có ai đó cố gắng làm gì nó, nó sẽ nổ và giết tất cả những người trong nhà - những thành viên quan trọng của tổ chức dân sự và những người của Giáo hội. Basilio cố gắng cảnh báo Isagani, bạn của anh ấy và bạn trai cũ của Paulita. Simoun rời khỏi lễ tân sớm như dự định và để lại một ghi chú sau: "Mene Thecel Phares.". Ban đầu nghĩ rằng đó chỉ là một trò đùa tồi tệ, Cha Salví nhận ra chữ viết tay và khẳng định rằng đó thực sự là Ibarra. Khi mọi người bắt đầu hoảng loạn, đèn nhấp nháy và chuẩn bị nổ. Nhưng Isagani, do đã được Basilio cảnh báo trước và nghĩ đến Paulita, anh đã ném cái đèn xuống sông, phá hoại kế hoạch của Simoun. Anh ta trốn thoát bằng cách lặn xuống sông khi các lính canh đuổi theo. Sau đó anh hối hận vì hành động bốc đồng vì anh đã mâu thuẫn niềm tin của mình rằng ông yêu nước ông nhiều hơn Paulita và nghĩ rằng nếu vụ nổ xảy ra và cuộc cách mạng có thể đã hoàn thành lý tưởng của ông cho xã hội Philippines.
Simoun, bây giờ bị lột trần như thủ phạm của cố gắng đốt phá và cuộc cách mạng thất bại, trở thành một kẻ trốn chạy. Bị thương và cạn kiệt sức lực sau khi bị cảnh sát bắn, ông tìm nơi ẩn náu tại nhà của cha Florentino, chú của Isagani, và dưới sự chăm sóc của bác sĩ Tiburcio de Espadaña, chồng của Doña Victorina, người cũng trốn ở nhà. Simoun uống thuốc độc tự tử để không bị bắt sống. Trước khi chết, ông tiết lộ danh tính thực sự của mình cho Florentino trong khi họ trao đổi suy nghĩ về sự thất bại của cuộc cách mạng của mình và tại sao Chúa bỏ rơi ông. Florentino tin rằng Thiên Chúa đã không từ bỏ anh ta và rằng kế hoạch của anh ta không phải là vì lợi ích lớn hơn mà vì lợi ích cá nhân. Simoun, cuối cùng chấp nhận lời giải thích của Florentino, đã chết trong tay Florentino. Florentino sau đó lấy những đồ trang sức còn sót lại của Simoun và ném chúng vào Thái Bình Dương với hy vọng rằng nó sẽ không được sử dụng bởi tham lam, và rằng khi thời gian đến thì nó sẽ được sử dụng cho lợi ích lớn hơn, khi đất nước cuối cùng xứng đáng tự do cho mình, biển sẽ tiết lộ kho báu.